# Arktické zimní hry

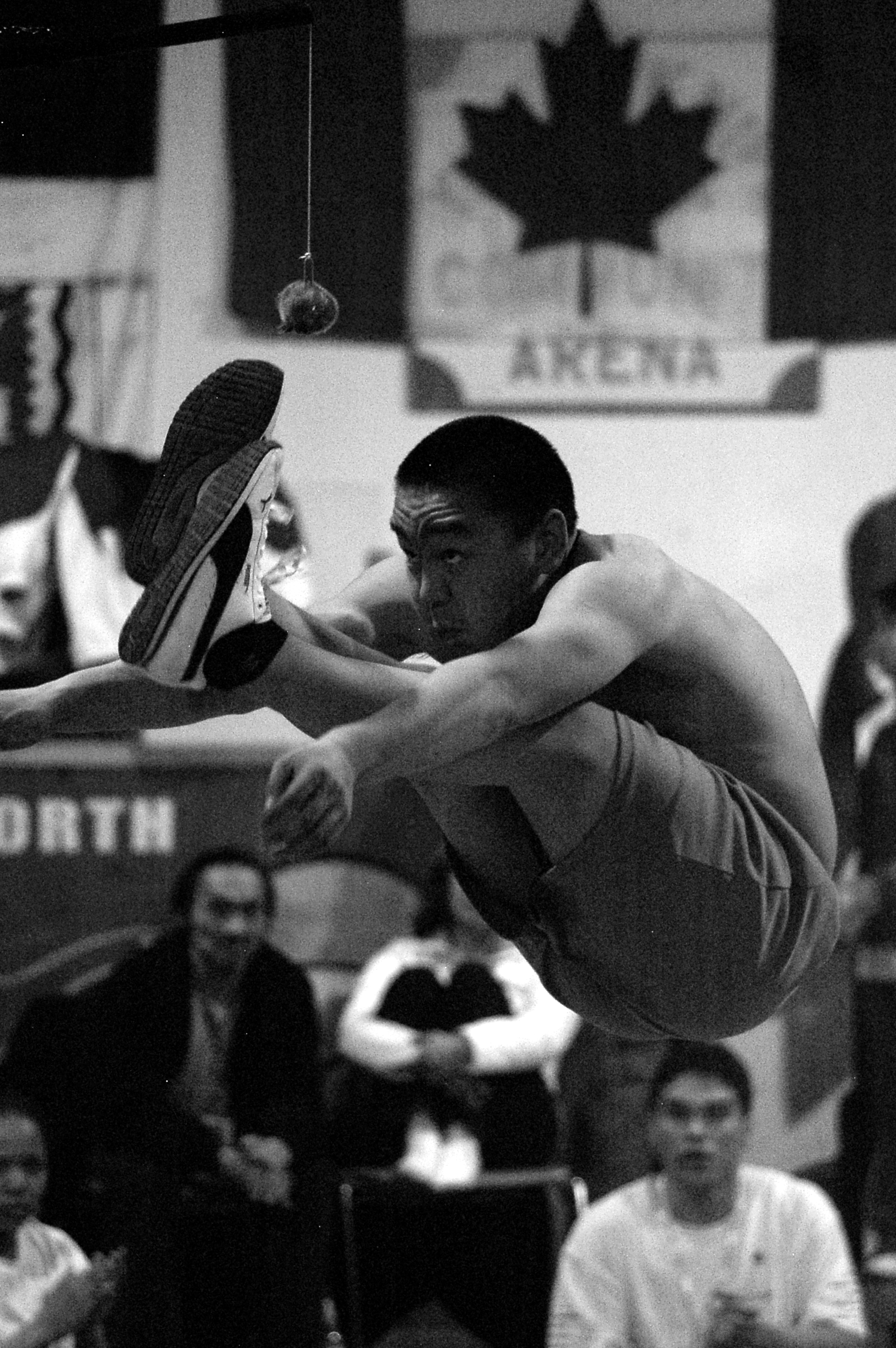
Závodník v tradičním sportu

Arktické zimní hry (Arctic Winter Games) je mezinárodní sportovní soutěž, které se účastní národy žijící v polárních oblastech. Koná se od roku 1970 v každém sudém roce, příští hry bude pořádat v roce 2022 Wood Buffalo v Albertě. V roce 2020 se hry nekonaly kvůli pandemii covidu-19.
Soutěží se v olympijských sportech jako běh na lyžích, sjezdové lyžování, rychlobruslení, lední hokej, zápas, basketbal a badminton, dále v malé kopané, závodech psích spřežení, běhu na sněžnicích a tradičních domorodých sportech, jako je kop do výšky, výskok vsedě nebo přetahování palci.
Her se účastní následující týmy: Aljaška, Severní Alberta, Grónsko, Jamalo-něnecký autonomní okruh, Nunavik (severní Québec), Nunavut, Severozápadní teritoria a Yukon.

## Pořadatelé
- 1970 Yellowknife
- 1972 Whitehorse
- 1974 Anchorage
- 1976 Schefferville
- 1978 Hay River a Pine Point
- 1980 Whitehorse
- 1982 Fairbanks
- 1984 Yellowknife
- 1986 Whitehorse
- 1988 Fairbanks
- 1990 Yellowknife
- 1992 Whitehorse
- 1994 Slave Lake
- 1996 Chugiak a Eagle River
- 1998 Yellowknife
- 2000 Whitehorse
- 2002 Nuuk a Iqaluit
- 2004 Wood Buffalo
- 2006 Kenai Peninsula Borough
- 2008 Yellowknife
- 2010 Grande Prairie
- 2012 Whitehorse
- 2014 Fairbanks
- 2016 Nuuk
- 2018 Hay River a Fort Smith
- 2022 Wood Buffalo